# Штурмове
Штурмове (рос. Штурмовой) — селище в Ягоднинському районі Магаданської області.
Населення — 29 осіб (2010).

## Географія
Географічні координати: 62°49' пн. ш. 149°46' сх. д. Часовий пояс — UTC+10.
Відстань до районного центру, селища Ягодне, становить 72 км, а до обласного центру — 595 км. Через селище протікає річка Чек-Чека.

## Населення
За даними перепису населення 2010 року на території селища проживало 29 осіб. Частка чоловіків у населенні складала 62,1% або 18 осіб, жінок — 37,9% або 11 осіб.